# Róbert Gulyás
Róbert Gulyás (* 28. Juli 1974 in Dombóvár) ist ein ehemaliger ungarischer Basketballspieler.

## Werdegang
Gulyás entstammt der Nachwuchsabteilung des Vereins Atomerőmű SE. In der Saison 1995/96 gelang ihm dort der Sprung in die Profimannschaft. 1999 ging der 2,13 Meter große Innenspieler zum französischen Erstligisten Élan Béarnais Pau-Lacq-Orthez. Dort blieb der Ungar bis Februar 2000. Bis dahin hatte er in 21 Ligaeinsätzen Mittelwerte von 14,6 Punkten und 5,6 Rebounds erreicht. Ab der Saison 2000/01 stand er beim Ligakonkurrenten Elan Sportif Chalonnais unter Vertrag. Im April 2001 bestritt er mit der Mannschaft das Endspiel im Europapokal Saporta-Cup, welches mit 72:74 gegen GS Marousi aus Griechenland verloren wurde. In derselben Saison wurde er mit seiner Mannschaft französischer Vizemeister. 2002 wechselte Gulyás innerhalb von Frankreich aus Chalon zu ASVEL Lyon-Villeurbanne und wurde 2003 mit seinem neuen Verein wieder Vizemeister.
Nach zwei Jahren bei ASVEL wurde Gulyás, der während seiner Spielerzeit 138 Kilogramm wog, im Vorfeld der Saison 2004/05 von Dynamo Moskau verpflichtet, im Dezember 2004 verließ er Russland in Richtung Griechenland und spielte bis zum Saisonende beim Erstligisten Olympiakos Piräus. Im Spieljahr 2005/06 stand er in derselben Liga zunächst bei Panellinios Athen unter Vertrag, im Dezember 2005 schloss er sich Ülkerspor an und wurde mit der Mannschaft im Frühsommer 2006 türkischer Meister. Gulyás spielte anschließend in der Saison 2006/07 erst bei Unicaja Málaga in der spanischen Liga ACB, dann bei BK Asowmasch Mariupol in der Ukraine. 2007 ging er in sein Heimatland zurück und verstärkte bis 2010 wieder seinen Ursprungsverein Atomerőmű SE. 2009 wurde er ungarischer Meister.

### Nationalmannschaft
Gulyás nahm an den Europameisterschaften 1999, 2005 und 2007 teil. Bei der EM 2005 war er mit 22,3 Punkten je Begegnung bester Korbschütze des Turniers.